# Castiglione della Pescaia
Castiglione della Pescaia est une commune italienne de la province de Grosseto dans la région Toscane en Italie.

## Administration
| Période                                  | Période | Identité | Étiquette | Qualité |
| ---------------------------------------- | ------- | -------- | --------- | ------- |
|                                          |         |          |           |         |
| Les données manquantes sont à compléter. |         |          |           |         |

### Hameaux
Ampio, Buriano, Macchiascandona, Pian d'Alma, Pian di Rocca, Ponti di Badia, Punta Ala, Riva del Sole, Roccamare, Rocchette, Tirli, Vetulonia.

### Communes limitrophes
Gavorrano, Grosseto, Scarlino

### Monuments et lieux d'intérêt
Dans la frazione de Vetulonia :
- Cassero Senese (VIIIe siècle) dans la frazione de Vetulonia[2].
- Site archéologique de Vetulonia
- Murs de Vetulonia

Dans Castiglione della Pescaia :
- Murailles de Castiglione della Pescaia (XVe siècle)
- Château de Castiglione della Pescaia (Xe siècle)
- Torre di via Cristoforo Colombo (Xe siècle)
- Torre Lilli (Xe siècle)

### Zone protégée
- Réserve naturelle de Diaccia Botrona créée en 1991.
- Bandite di Scarlino zone naturelle protégée, site d'intérêt régional.

## Galerie

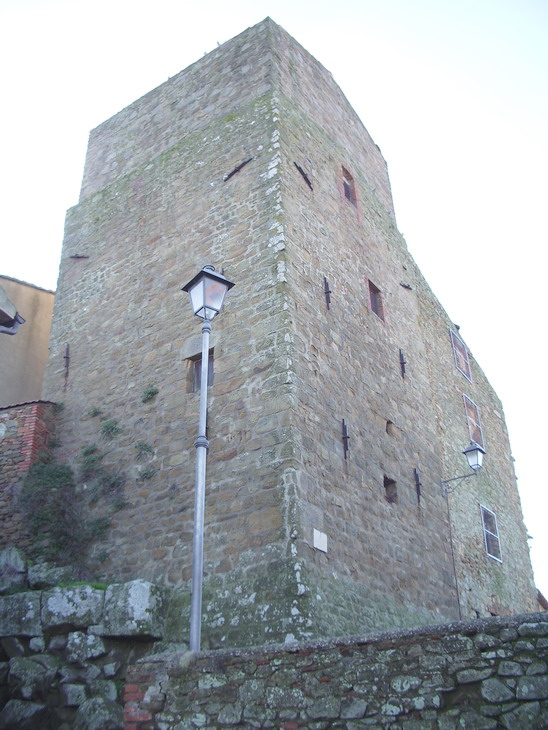
Cassero Senese de Vetulonia
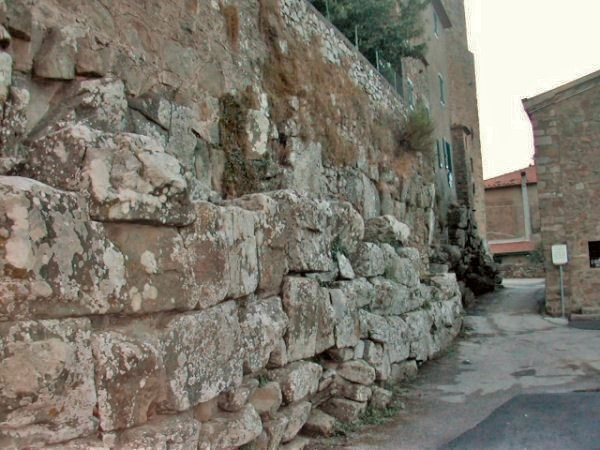
Mursde Vetulonia
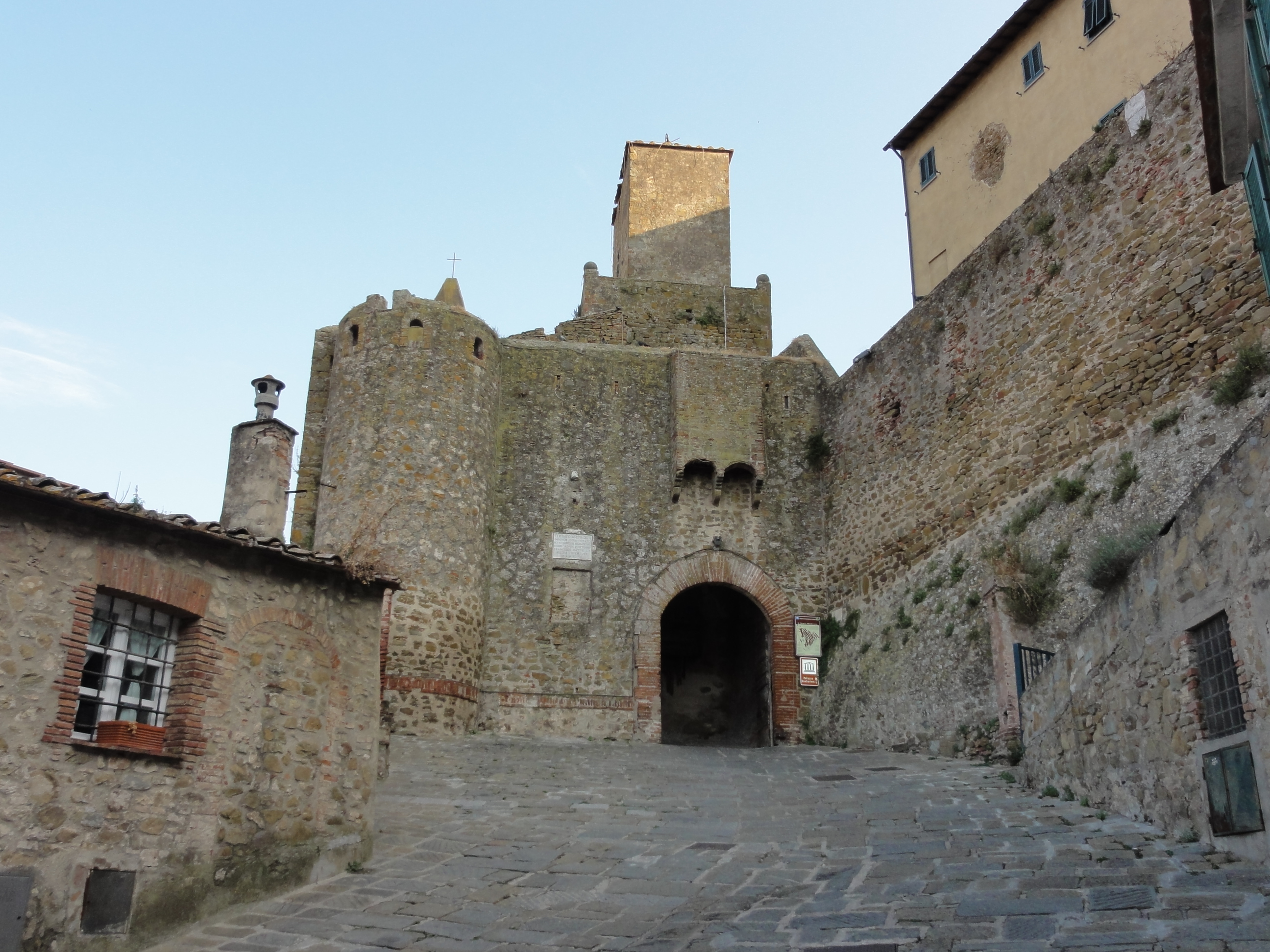
remparts de Castiglione della Pescaia
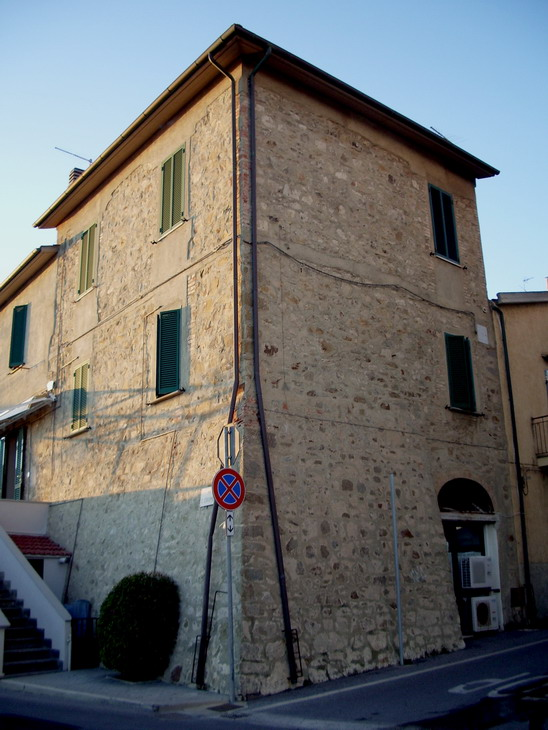
Torre Cristoforo Colombo
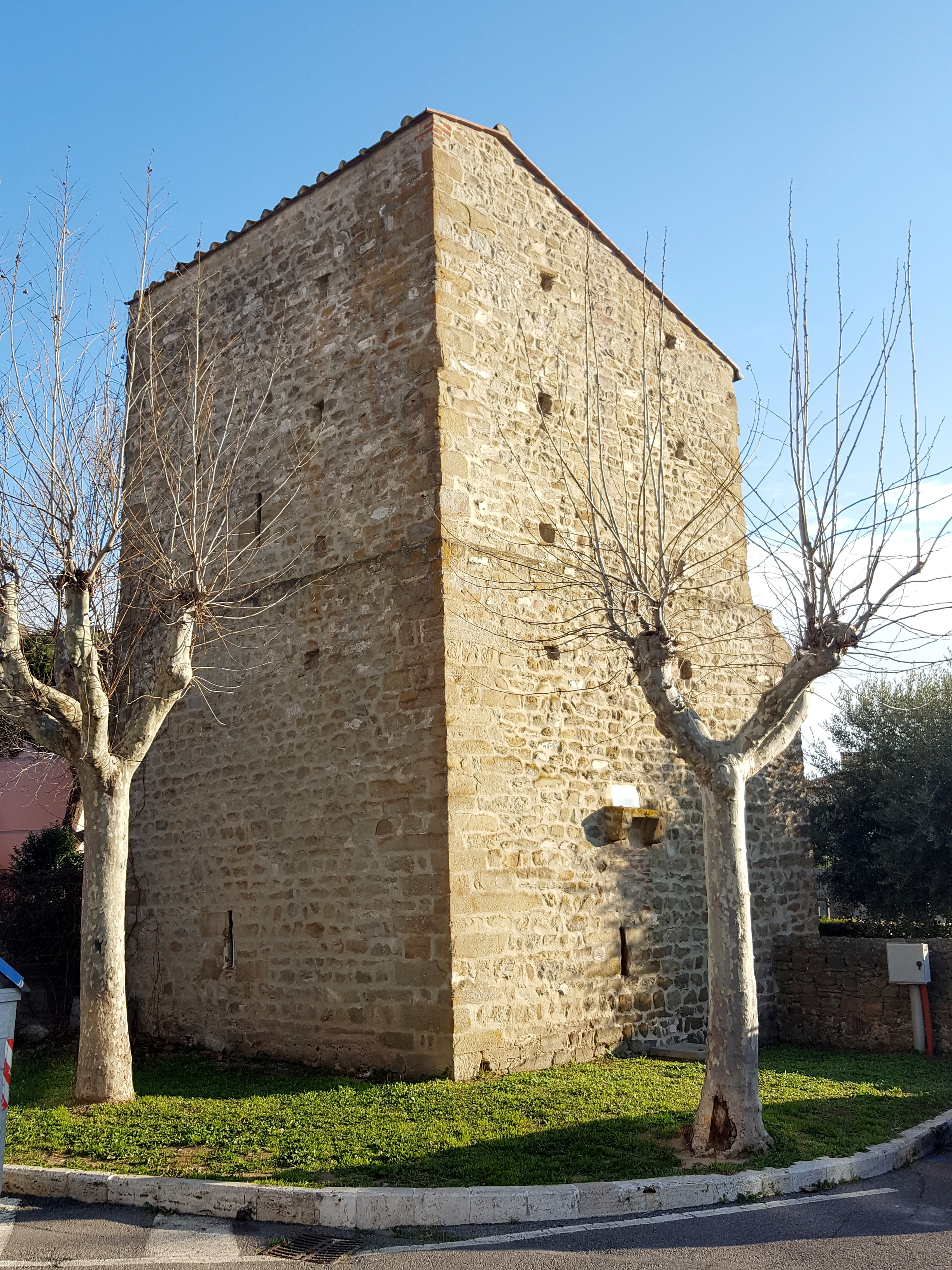
Torre Lilli